# خدمات فاضلاب و عرضه آب در ایران
تأمین آب و فاضلاب در ایران شاهد پیشرفت‌های مهم به ویژه از نظر افزایش دسترسی به آبرسانی شهری بوده‌است. با این وجود همچنان چالش‌های مهمی وجود دارند. خصوصاً در مورد سرویس‌های بهداشتی و ارائه خدمات در مناطق روستایی. وزارت نیرو مسئولیت سیاست‌گذاری و شرکت‌های استانی مسئولیت ارائهٔ خدمات را بر عهده دارند.

### اقلیم

نیروگاه گازی در ایران. مصرف آب نیروگاه‌های حرارتی بیش از دو برابر مصرف آب خانگی است.

### زیرساخت‌ها

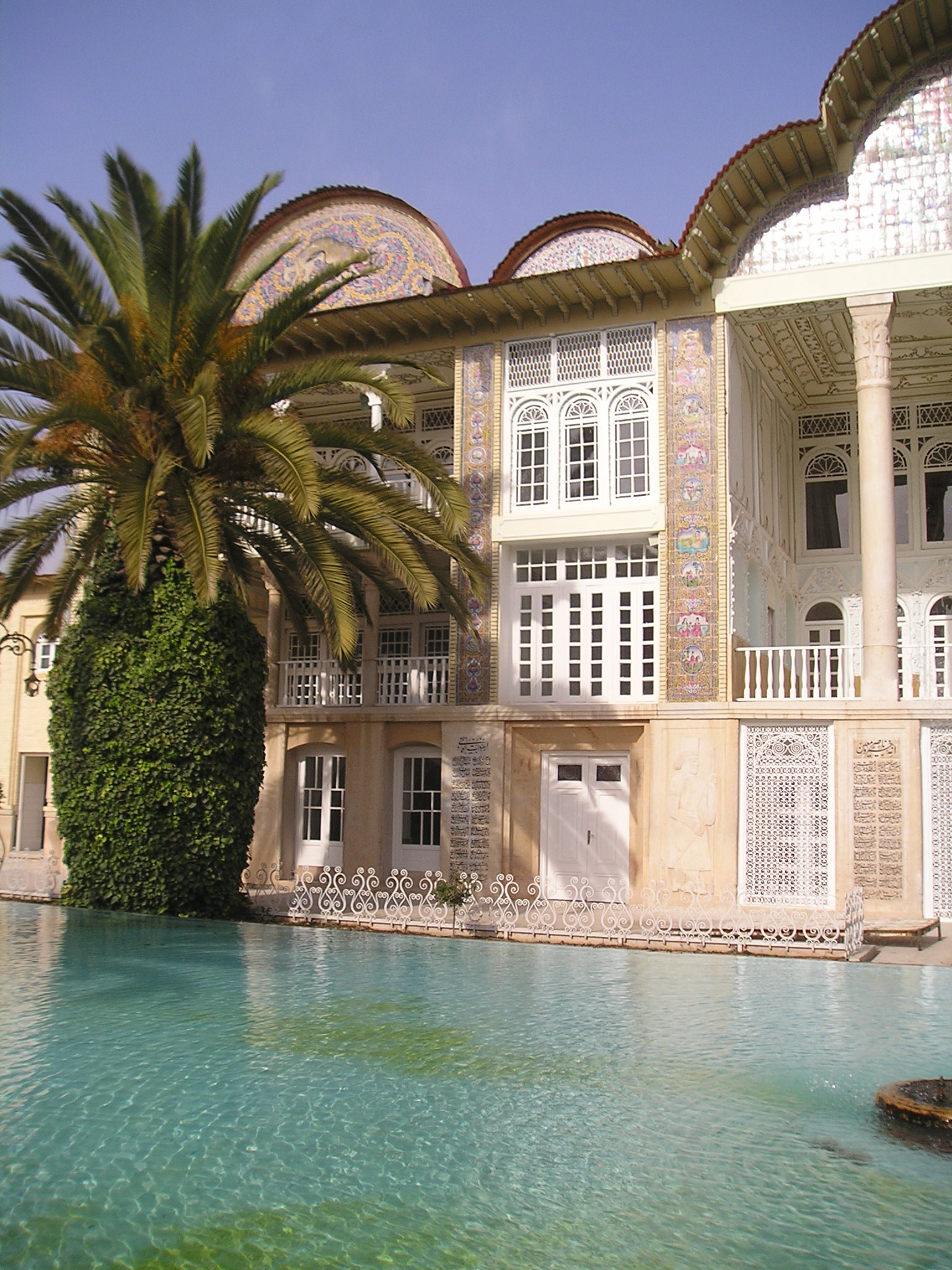
از آب موجود در ایران برای آبیاری و تزئین باغ‌های سنتی مانند باغ ارم در شیراز استفاده می‌شود.

## تاریخ و تحولات اخیر

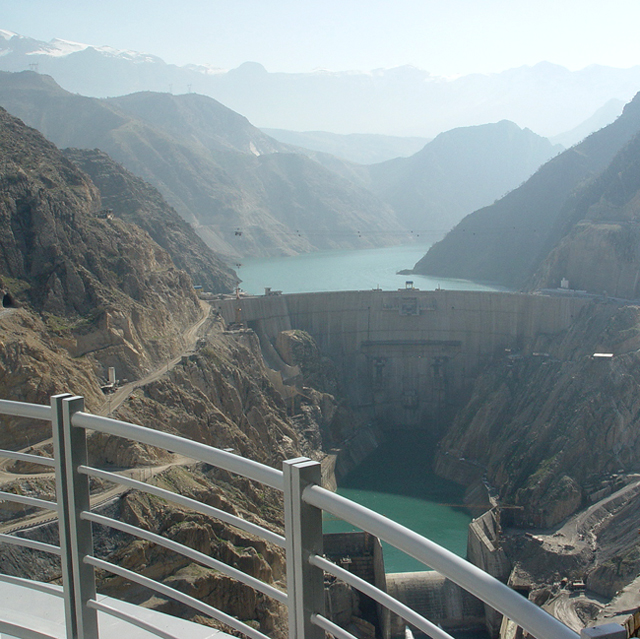
دولت یک برنامه بزرگ ساخت سد را در سال ۲۰۰۸ اعلام کرد. بیشتر سدهای ایران مانند سد کارون برای نیروگاه‌های برق، کنترل سیلاب و آبیاری ساخته شده‌اند، اما برای تأمین آب آشامیدنی کاربردی ندارند.